# Liste der Kulturgüter in Rodersdorf
Die Liste der Kulturgüter in Rodersdorf enthält alle Objekte in der Gemeinde Rodersdorf im Kanton Solothurn, die gemäss der Haager Konvention zum Schutz von Kulturgut bei bewaffneten Konflikten, dem Bundesgesetz vom 20. Juni 2014 über den Schutz der Kulturgüter bei bewaffneten Konflikten sowie der Verordnung vom 29. Oktober 2014 über den Schutz der Kulturgüter bei bewaffneten Konflikten unter Schutz stehen.
Objekte der Kategorie A sind im Gemeindegebiet nicht ausgewiesen, Objekte der Kategorie B sind vollständig in der Liste enthalten, Objekte der Kategorie C fehlen zurzeit (Stand: 1. Januar 2023).

## Kulturgüter
| Foto | | Objekt                                                                                 | Kat. | Typ | Standort                                       | Beschreibung |
| ---- | --- | -------------------------------------------------------------------------------------- | ---- | --- | ---------------------------------------------- | --- |
| BW   | Datei hochladen · Wikidata zu Klein Bühl, römische Villa mit Mühle / frühmittelalterliches Gräberfeld (Q115063669) | Klein Bühl, römische Villa mit Mühle / frühmittelalterliches Gräberfeld KGS-Nr.: 02264 | B    | G   | 601150 / 259250                                | |
| ja   | Datei hochladen · Wikidata zu Altermatthof (Q29881195)                                                             | Altermatthof KGS-Nr.: 04658                                                            | B    | G   | Leimenstrasse 10 601397 / 258982               | |
| ja   | Datei hochladen · Wikidata zu Fideikommis Marx Aeschi (Guidemhaus) mit Schopf (Q29881202)                          | Fideikommis Marx Aeschi (Guidemhaus) mit Schopf KGS-Nr.: 04660                         | B    | G   | Biederthalerstrasse 1, 5 601342 / 258787       | Von Marx Aeschi (1610–1688) erbautes oder erweitertes Haus, das 1686 als Familienfideikommiss errichtet wurde; auch Gwidemhaus oder Gwidumhaus. |
| ja   | Datei hochladen · Wikidata zu Katholische Kirche St. Laurentius und Beinhaus (Q29881203)                           | Katholische Kirche St. Laurentius und Beinhaus KGS-Nr.: 04661                          | B    | G   | Kirchgasse 2, 4 601315 / 258933                | |
| ja   | Datei hochladen · Wikidata zu Pfarrhaus (Q29881207)                                                                | Pfarrhaus mit Pfarrscheune KGS-Nr.: 13564                                              | B    | G   | Leimenstrasse 5 / Kirchgasse 6 601337 / 258953 | |
| ja   | Datei hochladen · Wikidata zu Ehemalige Mühle (Q29881200)                                                          | Ehemalige Mühle KGS-Nr.: 13566                                                         | B    | G   | Mühlestrasse 63 600465 / 259250                | |